# Рокшорени
Рокшорени (рум. Rocșoreni) је насељено место у Румунији, у оквиру општине Думбрава. Налази се у жупанији Мехединци, у Олтенији.

## Становништво
По последњем попису из 2011. године у насељу живи 115 становника.